# Premier Division 2012 (Irlanda)
La League of Ireland Premier Division 2012 è stata la 92ª edizione del massimo livello del campionato irlandese di calcio. La stagione è iniziata il 2 marzo ed è terminata il 26 ottobre 2012, con una pausa in corrispondenza del Campionato europeo di calcio 2012. Lo Sligo Rovers ha vinto il titolo per la terza volta.

## Formula
Le 12 squadre partecipanti si sono affrontate tre volte nel corso della stagione, per un totale di 33 giornate.

La squadra campione d'Irlanda ha ottenuto il diritto di partecipare alla UEFA Champions League 2013-2014 partendo dal secondo turno di qualificazione.

La vincitrice della Coppa nazionale è ammessa alla UEFA Europa League 2013-2014 partendo dal secondo turno di qualificazione.

La seconda e la terza classificata del campionato sono ammesse alla UEFA Europa League 2013-2014 partendo dal primo turno di qualificazione.

La penultima classificata gioca uno spareggio promozione/retrocessione contro la vincente del play-off di First Division.

L'ultima classificata è retrocessa direttamente in First Division.

## Squadre partecipanti
Con l'ampliamento da 10 a 12 squadre, Cork City e Shelbourne sono state promosse automaticamente dalla First Division. Inoltre il Monaghan United, terzo classificato in First Division, ha sconfitto il Galway United nel play-off promozione-retrocessione.
| Club            | Città    | Stadio                | Allenatore      | Posizione 2011             |
| --------------- | -------- | --------------------- | --------------- | -------------------------- |
| Bohemians       | Dublino  | Dalymount Park        | Aaron Callaghan | 5º posto                   |
| Bray Wanderers  | Bray     | Carlisle Grounds      | Pat Devlin      | 6º posto                   |
| Cork City       | Cork     | Turners Cross         | Tommy Dunne     | 1º posto in First Division |
| Derry City      | Derry    | Brandywell Stadium    | Declan Devin    | 3º posto                   |
| Drogheda Utd    | Drogheda | Hunky Dorys Park      | Mick Cooke      | 9º posto                   |
| Dundalk         | Dundalk  | Oriel Park            | Seán McCaffrey  | 7º posto                   |
| Monaghan Utd    | Monaghan | Kingspan Century Park | Roddy Collins   | 3º posto in First Division |
| Shamrock Rovers | Dublino  | Tallaght Stadium      | Brian Laws      | Campione d'Irlanda         |
| Shelbourne      | Dublino  | Tolka Park            | Alan Mathews    | 2º posto in First Division |
| Sligo Rovers    | Sligo    | Showgrounds           | Ian Baraclough  | 2º posto                   |
| St Patrick's    | Dublino  | Richmond Park         | Liam Buckley    | 4º posto                   |
| UCD             | Dublino  | UCD Bowl              | Martin Russell  | 8º posto                   |

### Allenatori esonerati, dimessi e subentrati
| Squadra         | Allenatore/i uscente/i | Motivo                          | Vacante dal       | Posizione    | Nuovo allenatore | Data incarico     |
| --------------- | ---------------------- | ------------------------------- | ----------------- | ------------ | ---------------- | ----------------- |
| Bohemians       | Pat Fenlon             | Assunto dal Motherwell          | 25 novembre 2011  | Pre-stagione | Aaron Callaghan  | 31 dicembre 2011  |
| St Patrick's    | Pete Mahon             | Fine contratto                  | 2 dicembre 2011   | Pre-stagione | Liam Buckley     | 2 dicembre 2011   |
| Shamrock Rovers | Michael O'Neill        | Fine contratto                  | 14 dicembre 2011  | Pre-stagione | Stephen Kenny    | 27 dicembre 2011  |
| Dundalk         | Ian Foster             | Fine contratto                  | 22 dicembre 2011  | Pre-stagione | Seán McCaffrey   | 23 dicembre 2011  |
| Derry City      | Stephen Kenny          | Assunto dallo Shamrock Rovers   | 24 dicembre 2011  | Pre-stagione | Declan Devine    | 6 gennaio 2012    |
| Sligo Rovers    | Paul Cook              | Assunto dall'Accrington Stanley | 13 febbraio 2012  | Pre-stagione | Ian Baraclough   | 26 febbraio 2012  |
| Shamrock Rovers | Stephen Kenny          | Esonerato                       | 11 settembre 2012 | 4º posto     | Brian Laws       | 17 settembre 2012 |

## Avvenimenti
Il 18 giugno 2012 il Monaghan United ha annunciato il proprio ritiro dal campionato. I risultati delle partite disputate sono stati annullati

## Classifica
|                    | Pos. | Squadra         | Pt | G  | V  | N  | P  | GF | GS | DR  |
| ------------------ | ---- | --------------- | -- | -- | -- | -- | -- | -- | -- | --- |
| Irlanda (bandiera) | 1.   | Sligo Rovers    | 61 | 30 | 17 | 10 | 3  | 53 | 23 | +30 |
|                    | 2.   | Drogheda Utd    | 57 | 30 | 17 | 6  | 7  | 51 | 36 | +15 |
|                    | 3.   | St Patrick's    | 55 | 30 | 15 | 10 | 5  | 44 | 22 | +22 |
|                    | 4.   | Shamrock Rovers | 52 | 30 | 14 | 10 | 6  | 56 | 37 | +19 |
|                    | 5.   | Derry City      | 39 | 30 | 11 | 6  | 13 | 36 | 36 | 0   |
|                    | 6.   | Cork City       | 36 | 30 | 8  | 12 | 10 | 38 | 36 | +2  |
|                    | 7.   | Bohemians       | 36 | 30 | 9  | 9  | 12 | 35 | 38 | -3  |
|                    | 8.   | Shelbourne      | 35 | 30 | 9  | 8  | 13 | 35 | 43 | -8  |
|                    | 9.   | UCD             | 31 | 30 | 8  | 7  | 15 | 32 | 48 | -16 |
|                    | 10.  | Bray Wanderers  | 25 | 30 | 5  | 10 | 15 | 33 | 54 | -21 |
|                    | 11.  | Dundalk         | 20 | 30 | 4  | 8  | 18 | 23 | 63 | -40 |
|                    | 12.  | Monaghan Utd    | 0  | 0  | 0  | 0  | 0  | 0  | 0  | 0   |

Legenda:

      Campione d'Irlanda e ammessa in UEFA Champions League 2013-2014

      Ammesse in UEFA Europa League 2013-2014

      Allo spareggio promozione-retrocessione

      Retrocessa in First Division 2013

      Ritirata dal campionato

## Risultati
|                 | Boh     | Bra     | Cor     | Der     | Dro     | Dun     | ShR     | Shl     | Sli     | StP     | UCD     |
| --------------- | ------- | ------- | ------- | ------- | ------- | ------- | ------- | ------- | ------- | ------- | ------- |
| Bohemians       | ––––    | 0-0     | 1-0 1-1 | 1-2     | 1-1 1-4 | 2-1     | 4-0     | 0-2 2-2 | 0-0     | 0-0 2-3 | 1-0     |
| Bray Wanderers  | 2-1 1-4 | ––––    | 0-3     | 0-4 0-0 | 2-4 1-3 | 1-1     | 2-2 1-3 | 2-3     | 1-2 0-0 | 3-3     | 3-1     |
| Cork City       | 1-1     | 1-1 2-0 | ––––    | 2-2     | 2-3 3-2 | 3-2 3-0 | 1-1 1-2 | 0-0     | 0-1 0-0 | 0-1     | 4-2     |
| Derry City      | 1-0 2-0 | 3-2     | 2-0 0-1 | ––––    | 0-3     | 1-2 4-0 | 0-1     | 0-1     | 1-2     | 0-2 2-1 | 0-0 1-2 |
| Drogheda Utd    | 1-0     | 3-1     | 1-1     | 2-0 2-1 | ––––    | 0-0 3-2 | 1-2 0-2 | 3-1 2-1 | 1-3 2-1 | 0-0     | 1-0     |
| Dundalk         | 0-2 2-2 | 0-2 2-1 | 1-1     | 1-1     | 1-2     | ––––    | 1-1     | 0-0 0-1 | 1-2     | 0-2 0-1 | 2-1 1-2 |
| Shamrock Rovers | 2-0 0-1 | 0-0     | 1-1     | 1-1 1-3 | 3-1     | 6-0 7-0 | ––––    | 4-0 2-2 | 1-1     | 1-1     | 2-2 2-1 |
| Shelbourne      | 1-2     | 2-1 0-0 | 1-2 3-2 | 1-0 0-2 | 1-2     | 4-0     | 2-3     | ––––    | 1-1 1-3 | 1-1 0-2 | 1-2     |
| Sligo Rovers    | 1-0 3-1 | 1-1     | 2-2     | 1-1 4-1 | 4-1     | 3-0     | 3-0 0-2 | 3-0     | ––––    | 1-1 3-2 | 2-1 3-0 |
| St Patrick's    | 2-1     | 1-0 0-1 | 0-0 1-0 | 3-0     | 0-2     | 1-2     | 5-1 2-1 | 1-0     | 0-0     | ––––    | 2-0 5-0 |
| UCD             | 1-2 2-2 | 2-3 3-1 | 1-0 3-1 | 0-1     | 1-1 1-0 | 1-1     | 0-2     | 0-2 1-1 | 1-0     | 1-1     | ––––    |

### Play-off promozione/retrocessione
|                  |       |                  | Città e data               |
| ---------------- | ----- | ---------------- | -------------------------- |
| Dundalk          | 2 - 2 | Waterford United | Dundalk, 30 ottobre 2012   |
| Waterford United | 0 - 2 | Dundalk          | Waterford, 2 novembre 2012 |

Il Dundalk ottiene la permanenza in League of Ireland Premier Division.

## Classifica marcatori
| Gol |  |  | Giocatore          | Squadra         |
| --- |  |  | ------------------ | --------------- |
| 22  |  |  | Gary Twigg         | Shamrock Rovers |
| 15  |  |  | Danny North        | Sligo Rovers    |
| 14  |  |  | Jason Byrne        | Bray Wanderers  |
| 13  |  |  | Declan O'Brien     | Drogheda Utd    |
| 13  |  |  | Christy Fagan      | St Patrick's    |
| 12  |  |  | Vinny Sullivan     | Cork City       |
| 11  |  |  | David McDaid       | Derry City      |
| 11  |  |  | Philip Hughes      | Shelbourne      |
| 10  |  |  | Mark Quigley       | Sligo Rovers    |
| 10  |  |  | Stephen McLaughlin | Derry City      |
| 9   |  |  | Davin O'Neill      | Cork City       |
| 8   |  |  | Evan McMillan      | Bohemians       |
| 8   |  |  | Kieran Waters      | Bray Wanderers  |
| 8   |  |  | Gary McCabe        | Shamrock Rovers |
| 8   |  |  | Ronan Finn         | Shamrock Rovers |

## Verdetti
- Campione d'Irlanda:  Sligo Rovers.
- In UEFA Champions League 2013-2014:  Sligo Rovers (al secondo turno di qualificazione).
- In UEFA Europa League 2013-2014:  Derry City (al secondo turno di qualificazione),  Drogheda Utd,  St Patrick's (al primo turno di qualificazione).
- Ritirata dal campionato:  Monaghan Utd.